# Доктор Ху (10. сезона)
Десета сезона британске научнофантастичне телевизијске серије Доктор Ху је почела 30. децембра 1972. специјалом поводом десетогодишњице Три Доктора (1. део), а завршила се последњим серијалм Кети Менинг Зелена смрт (6. део). Ово је четврта сезона Трећег Доктора (којег игра Џон Пертви) као и четврта за продуцента Берија Летса и уредника сценарија Теренса Дикса.

## Улоге

### Главне
- Џон Пертви као Трећи Доктор
- Кети Менинг као Џо Грант

Џон Пертви наставља своју улогу Трећег Доктора, а Џо Грант коју игра Кети Менинг појављује се последњи пут редовно у епизоди Зелена смрт (6. део).

### Епизодне
- Вилијам Хартнел као Први Доктор (епизоде 1−4)
- Патрик Траутон као Други Доктор (епизоде 1−4)
- Николас Кортни као Бригадир Летбриџ-Стјуарт (епизоде 1−4, 21−26)
- Ричард Френклин као Kапетан Мајк Јејтс (епизоде 24−26)
- Џон Левен као Наредник Бентон (епизоде 1−4, 24−26)
- Роџер Делгадо као Господар (епизоде 11−14)

Николас Кортни, Џон Левен и Ричард Френклин настављају са својим сталним улогама бригадира Летбриџ-Стјуарта, наредника Бентона и капетана Мајка Јејтса.
Претходни главни глумци Вилијам Хартнел и Патрик Траутон вратили се као гости као Први и Други Доктор у серијалу поводом десетогодишњице програма Три Доктора, иако је болест ограничавала Хартнелово учешће. Ово је био први пут да су се претходне инкарнације Доктора вратиле у програм, а то је постало редовно обележје јубиларних епизода.
Роџер Делгадо се последњи пут појављује као Господар у епизоди Фронт у свемиру (6. део). Погинуо је у саобраћајној несрећи у Турској убрзо након емитовања приче.

## Епизоде
На крају серијала Три Доктора, Господари времена коначно ослобађају Доктора из изгнанства, омогућавајући му да још једном путује кроз време и простор. Овим се завршава циклус прича углавном везаних за Земљу у којима је Доктор остао насукан, а који је започео на крају серијала Ратне игре 1969.
Серијали Фронт у свемиру и Планета Далека приказују Далеке и воде непосредно из првог у други, формирајући груби еп од дванаест делова.
| Бр. еп. (укупно) | Бр. еп. (у сезони) | Наслов                        | Редитељ       | Сценариста               | Премијера          | Гледаност у Британији (милиони) |
| --- | ------------------ | ----------------------------- | ------------- | ------------------------ | ------------------ | ------------------------------- |
| 330 | 1                  | "Три Доктора (1. део)"        | Лени Мејн     | Боб Бејкер и Дејв Мартин | 30. децембар 1972. | 9.60                            |
| Три инкарнације Доктора који се састају како би се суочили са злим Омегом у универзуму антиматерије. |                    |                               |               |                          |                    |                                 |
| 331 | 2                  | "Три Доктора (2. део)"        | Лени Мејн     | Боб Бејкер и Дејв Мартин | 6. јануар 1973.    | 10.80                           |
| Трећи Доктор и Џо налазе се у вештачком свету унутар црне рупе док Други Доктор покушава да пронађе начин да контролише организам. |                    |                               |               |                          |                    |                                 |
| 332 | 3                  | "Три Доктора (3. део)"        | Лени Мејн     | Боб Бејкер и Дејв Мартин | 13. јануар 1973.   | 8.80                            |
| Господар времена Омега открива се Трећем Доктору заједно са плановима за освету против своје врсте. |                    |                               |               |                          |                    |                                 |
| 333 | 4                  | "Три Доктора (4. део)"        | Лени Мејн     | Боб Бејкер и Дејв Мартин | 20. јануар 1973.   | 11.90                           |
| Омега открива сврху иза довођења Доктора у његов свет антиматерије, али Доктор(и) откривају запањујућу чињеницу о Омеги коју он сам није познавао и на крају склапају погодбу. |                    |                               |               |                          |                    |                                 |
| 334 | 5                  | "Карневал чудовишта (1. део)" | Бери Летс     | Роберт Холмс             | 27. јануар 1973.   | 9.50                            |
| Доктор покушава да испита свој нови круг дематеријализације одводећи Џо у Метебелис три, али уместо тога ТАРДИС стиже у теретни брод из 1920-их. |                    |                               |               |                          |                    |                                 |
| 335 | 6                  | "Карневал чудовишта (2. део)" | Бери Летс     | Роберт Холмс             | 3. фебруар 1973.   | 9.00                            |
| Доктор и Џо покушавају да пронађу излаз из Скоупа, али када Ворг покуша да забави Миноренс, посада Берниса одједном постаје много опаснија. |                    |                               |               |                          |                    |                                 |
| 336 | 7                  | "Карневал чудовишта (3. део)" | Бери Летс     | Роберт Холмс             | 10. фебруар 1973.  | 9.00                            |
| Доктор и Џо се враћају у Бернис да покушају да им помогну да побегну, али их Драшизи прогоне. |                    |                               |               |                          |                    |                                 |
| 337 | 8                  | "Карневал чудовишта (4. део)" | Бери Летс     | Роберт Холмс             | 17. фебруар 1973.  | 9.20                            |
| Доктор бежи из Скоупа и удружује снаге са Воргом да би покушао да спасе његове становнике, али Калик је и даље одлучан да искористи Драшиге да покрене побуну. |                    |                               |               |                          |                    |                                 |
| 338 | 9                  | "Фронт у свемиру (1. део)"    | Пол Бернард   | Малколм Хулк             | 24. фебруар 1973.  | 9.10                            |
| Доктор и Џо откривају да су Господар и Огрони главни умови иза галактичког рата између Земаљског савеза и Рептилског Драконског царства, а Господар је Доктору и Џо поставио шпијуне који раде за Драконијанце, али они откривају да Господар такође ради са Докторовим највећим непријатељима Далецима који такође стоје иза галактичког рата. |                    |                               |               |                          |                    |                                 |
| 339 | 10                 | "Фронт у свемиру (2. део)"    | Пол Бернард   | Малколм Хулк             | 3. март 1973.      | 7.80                            |
| Доктор и Џо су одведени на Земљу где и људи и Драконијанци верују да су шпијуни друге стране. |                    |                               |               |                          |                    |                                 |
| 340 | 11                 | "Фронт у свемиру (3. део)"    | Пол Бернард   | Малколм Хулк             | 10. март 1973.     | 7.50                            |
| Доктор је осуђен на доживотни затвор у лунарној казненој колонији док Џо наилази на старог непријатеља. |                    |                               |               |                          |                    |                                 |
| 341 | 12                 | "Фронт у свемиру (4. део)"    | Пол Бернард   | Малколм Хулк             | 10. март 1973.     | 7.50                            |
| Господар спасава Доктора из лунарне казнене колоније, са циљем да њега и Џоа одведе на планету Огрона, а Докторов покушај да побегне оставља га насуканог у свемиру. |                    |                               |               |                          |                    |                                 |
| 342 | 13                 | "Фронт у свемиру (5. део)"    | Пол Бернард   | Малколм Хулк             | 17. март 1973.     | 7.10                            |
| Доктор, Џо и Господар су одведени у Драконију, где Доктор покушава да убеди Дракоњане у истину. Али онда Огрони нападају. |                    |                               |               |                          |                    |                                 |
| 343 | 14                 | "Фронт у свемиру (6. део)"    | Пол Бернард   | Малколм Хулк             | 24. март 1973.     | 7.70                            |
| Доктор, Вилијамс и Драконски краљевић одлазе на планету Огрона да пронађу доказе о Господаровим поступцима, али Мајстор превари Џо да их одведе у замку. |                    |                               |               |                          |                    |                                 |
| 344 | 15                 | "Планета Далека (1. део)"     | Дејвид Малони | Тери Нешјн               | 7. април 1973.     | 11.00                           |
| ТАРДИС слеће на планету џунгле Спиридон где је Доктор пао у кому. Пре него што се срушио, затражио је од Господара времена да управљају ТАРДИС-ом како би он и Џо могли да прате Далеке до њихове базе. Џо сазнаје да се база Далека налази на Спиридону где покушавају да открију тајне Невидљивости и створе бактеријски вирус у свом циљу универзалног освајања. Када се Доктор опоравио, њему и Џо се придружују Талси и домородачки Спиридон по имену Вестер. Они не само да су намеравали да зауставе злу заверу Далека, већ откривају да је војска од 12.000 Далека у суспендованој анимацији и чекају да буду оживљена како би започели своје универзално освајање и прогласили себе врховним владарима галаксије. |                    |                               |               |                          |                    |                                 |
| 345 | 16                 | "Планета Далека (2. део)"     | Дејвид Малони | Тери Нешјн               | 14. април 1973.    | 10.70                           |
| Доктора су заробили Далеци док Џо спашава пријатељски Спридон по имену Вестер. |                    |                               |               |                          |                    |                                 |
| 346 | 17                 | "Планета Далека (3. део)"     | Дејвид Малони | Тери Нешјн               | 21. април 1973.    | 10.10                           |
| Доктор и Кодал беже из своје ћелије и сусрећу се са командосима Тала који покушавају да уђу у базу Далек. |                    |                               |               |                          |                    |                                 |
| 347 | 18                 | "Планета Далека (4. део)"     | Дејвид Малони | Тери Нешјн               | 28. април 1973.    | 8.30                            |
| Доктор и његови пријатељи беже из базе Далека што је навело Далеке да осмисле план да их збришу. |                    |                               |               |                          |                    |                                 |
| 348 | 19                 | "Планета Далека (5. део)"     | Дејвид Малони | Тери Нешјн               | 5. мај 1973.       | 9.70                            |
| Доктор и његови пријатељи упадају у заседу два Далека као део њихове планете да се врате у град, али Далеци су на ивици да ослободе свој вирус. |                    |                               |               |                          |                    |                                 |
| 349 | 20                 | "Планета Далека (6. део)"     | Дејвид Малони | Тери Нешјн               | 12. мај 1973.      | 9.70                            |
| Доктор и његови пријатељи се припремају да поново замрзну војску Далека, али Врховни Далек је стигао на планету решен да их све уништи. |                    |                               |               |                          |                    |                                 |
| 350 | 21                 | "Зелена смрт (1. део)"        | Дејвид Малони | Тери Нешјн               | 19. мај 1973.      | 9.20                            |
| Док Доктор планира одмор у Метебелис три, Џо и бригадир су заинтригирани тајанственом смрћу у руднику угља у Ланферфачу за коју се окривљује месно друштво "Глобалне хемикалије". |                    |                               |               |                          |                    |                                 |
| 351 | 22                 | "Зелена смрт (2. део)"        | Дејвид Малони | Тери Нешјн               | 26. мај 1973.      | 7.20                            |
| Доктор и бригадир покушавају да спасу Џо и Берта из рудника, али се "Глобалне хемикалије" показују као некооперативним. |                    |                               |               |                          |                    |                                 |
| 352 | 23                 | "Зелена смрт (3. део)"        | Дејвид Малони | Тери Нешјн               | 2. јун 1973.       | 7.80                            |
| Доктор и Џо успевају да побегну из рудника са јајетом црва, али Стивенс је одлучан да их спречи да га анализирају. |                    |                               |               |                          |                    |                                 |
| 353 | 24                 | "Зелена смрт (4. део)"        | Дејвид Малони | Тери Нешјн               | 9. јун 1973.       | 6.80                            |
| Бригадир позива пуне снаге ОЈУН-а да се обрачунају са огромним црвима док се Доктор убацује у "Глобалне хемикалије" како би сазнао шта се заиста дешава. |                    |                               |               |                          |                    |                                 |
| 354 | 25                 | "Зелена смрт (5. део)"        | Дејвид Малони | Тери Нешјн               | 16. јун 1973.      | 8.30                            |
| Доктор успева да побегне од БОС-а уз помоћ Јејтса и открива да је Клиф заражен огромним црвом. |                    |                               |               |                          |                    |                                 |
| 355 | 26                 | "Зелена смрт (6. део)"        | Дејвид Малони | Тери Нешјн               | 23. јун 1973.      | 7.00                            |
| Доктор покушава да уништи огромне црве и излечи Клифа, али права претња је БОС који је спреман да преузме све рачунаре на свету. |                    |                               |               |                          |                    |                                 |